# 1514 w polityce

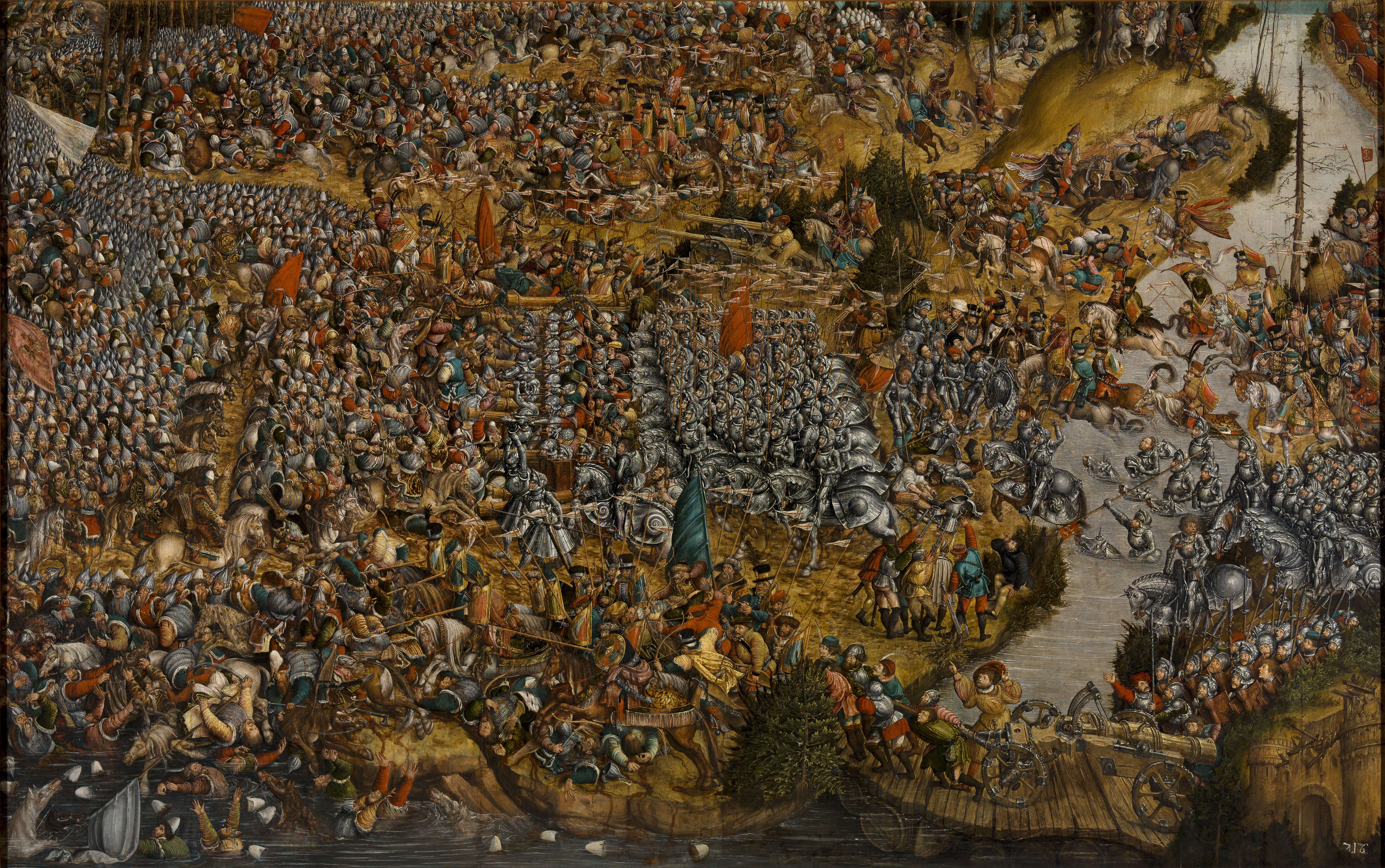
Anonim, Bitwa pod Orszą

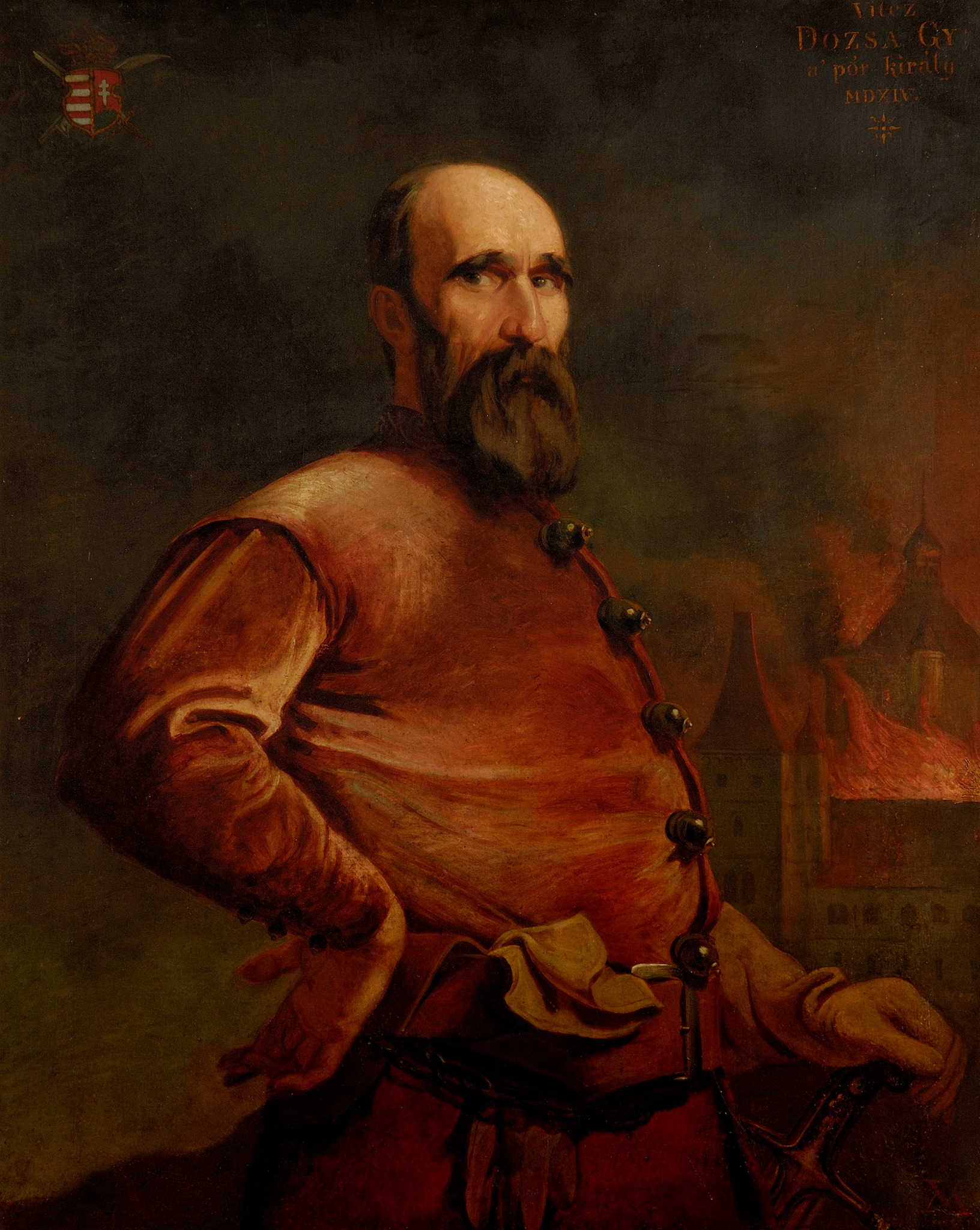
György Dózsa

Wydarzenia polityczne w 1514 roku.

## Wydarzenia
- Bitwa na równinie Czałdyran. Turcy pokonują Persów[1].
- 8 września Bitwa pod Orszą. Wojska polsko-litewskie pokonują siły moskiewskie[2].

## Urodzili się
- 3 marca Tahmasp I szach Persji[3].
- 2 kwietnia Guidobaldo II della Rovere, włoski kondotier[4].

## Zmarli
- 20 lipca György Dózsa, przywódca chłopskiego powstania na Węgrzech[5].